# Ombul (Arosbaya)
Ombul is een bestuurslaag in het regentschap Bangkalan van de provincie Oost-Java, Indonesië. Ombul telt 2143 inwoners (volkstelling 2010).